# Seven Seas Splendor
Die Seven Seas Splendor ist ein 2020 in Dienst gestelltes Kreuzfahrtschiff von Regent Seven Seas Cruises, einer Marke der Norwegian Cruise Line. Sie ist das Schwesterschiff der Seven Seas Explorer und der Seven Seas Grandeur.

## Geschichte
Das Schiff wurde auf der Fincantieri-Werft in Ancona gebaut. Am 31. März 2016 gab die Norwegian Cruise Line bekannt, bei der Werft ein Schwesterschiff der Seven Seas Explorer mit Ablieferung im Jahr 2020 bestellt zu haben. Im November 2017 gab Regent Seven Seas Cruises den Namen des Schiffes mit Seven Seas Splendor bekannt.  Die Kiellegung fand am 28. Juni 2018 statt, am 9. Februar 2020 folgte der Stapellauf.
Anfang Dezember wurde bekannt, dass Christie Brinkley das Schiff am 21. Februar 2020 taufen werde. Das Schiff wurde am 30. Januar 2020 an die Reederei übergeben. Am 6. Februar begann von Barcelona aus die Jungfernfahrt des Schiffes. Am 21. Februar erreichte es Miami, wo am selben Tag die Taufe stattfand.

## Ausstattung
Das Schiff ist 224 Meter lang, 31 Meter breit und mit 55.254 BRZ vermessen.
Auf dreizehn Decks, von denen zehn Passagierdecks sind, verfügt es unter anderem über einen Poolbereich auf dem Sonnendeck, einen Infinity-Pool, fünf Restaurants, eine Joggingstrecke, einen Spa- und Wellnessbereich, einen Padel-Platz und ein Theater. Alle 375 Kabinen des Schiffes verfügen über einen Balkon. Mit etwa 412 Quadratmetern ist die Regent Suite eine der größten Suiten auf einem Kreuzfahrtschiff.